# Воррен Бергер
Воррен Ерл Бергер (англ. Warren Earl Burger; 17 вересня 1907, Сент-Пол, Міннесота — 25 червня 1995, Вашингтон) — 15-й голова Верховного суду США у 1969-1986 роках.
Призначений президентом Річардом Ніксоном.
Висувався на посаду заступника міністра юстиції у 1953 році; через три роки був призначений суддею федерального апеляційного суду в окрузі Колумбія.
Пішов у відставку 1986 року на посаду голови комісії зі святкування 200-ї річниці Конституції Сполучених Штатів.